# Plantilles de la Primera divisió espanyola de futbol de la temporada 1995-96
Aquest és un llistat de les plantilles de la Primera Divisió espanyola de futbol a la temporada 1995-96. Inclou els jugadors que van jugar almenys un partit a la competició de lliga, ordenats pel nombre de partits jugats, i el nombre de minuts en cas d'empat.
Font principal: BD Futbol
| Atlètic de Madrid — 1r classificat amb 87 punts |                        |    |                           |    |                          |    |                           |
| 42                                              | Francisco Molina       | 40 | Toni Muñoz                | 41 | Milinko Pantic           | 37 | Luboslav Penev            |
|                                                 |                        | 40 | Roberto Solozábal         | 41 | Joan Vizcaíno            | 34 | Kiko Narváez              |
|                                                 |                        | 39 | Delfí Geli                | 37 | Diego Simeone            | 28 | Leonardo Biagini          |
|                                                 |                        | 37 | Santi Denia               | 37 | José Luis Caminero       | 13 | Juan Carlos Gómez         |
|                                                 |                        | 32 | Juan Manuel López         | 32 | Roberto Fresnedoso       | 09 | Fernando Correa           |
|                                                 |                        | 12 | Tomás Reñones             | 19 | Pirri Mori               |    |                           |
|                                                 |                        |    |                           | 03 | Quinton Fortune          |    |                           |
|                                                 |                        |    |                           | 02 | José Antonio de la Sagra |    |                           |
|                                                 |                        |    |                           | 01 | Dani González            |    |                           |
| València CF — 2n classificat amb 83 punts       |                        |    |                           |    |                          |    |                           |
| 39                                              | Andoni Zubizarreta     | 39 | Paco Camarasa             | 42 | Fernando Gómez           | 40 | Pedja Mijatovic           |
| 04                                              | Jorge Bartual          | 37 | Jorge Otero               | 40 | Mazinho do Nascimento    | 30 | Viola Rosa                |
|                                                 |                        | 30 | Enrique Romero            | 34 | Gaizka Mendieta          | 28 | José Gálvez               |
|                                                 |                        | 24 | Patxi Ferreira            | 32 | José Antonio Poyatos     | 11 | Iñaki Hurtado             |
|                                                 |                        | 20 | Sietes Suárez             | 30 | Carlos Arroyo            | 02 | Raúl Martínez             |
|                                                 |                        | 19 | Javi Navarro              | 27 | José Ignacio Sáenz       |    |                           |
|                                                 |                        |    |                           | 25 | Vicente Engonga          |    |                           |
| FC Barcelona — 3r classificat amb 80 punts      |                        |    |                           |    |                          |    |                           |
| 37                                              | Carles Busquets        | 40 | Sergi Barjuán             | 35 | Luís Figo                | 32 | Meho Kodro                |
| 04                                              | Jesús Angoy            | 37 | Gheorghe Popescu          | 33 | Roger Garcia Junyent     | 28 | Òscar Garcia Junyent      |
| 02                                              | Julen Lopetegui        | 35 | Miquel Àngel Nadal        | 32 | José Mari Bakero         | 13 | Jordi Cruyff              |
|                                                 |                        | 31 | Abelardo Fernández        | 32 | Pep Guardiola            | 12 | Ángel Cuéllar             |
|                                                 |                        | 28 | Albert Ferrer             | 31 | Iván de la Peña          | 07 | Juan Carlos Moreno        |
|                                                 |                        | 18 | Lluís Carreras            | 28 | Guillermo Amor           | 01 | Juanjo Carricondo         |
|                                                 |                        | 01 | Quique Álvarez            | 19 | Robert Prosinecki        | 01 | Francisco García Pimienta |
|                                                 |                        | 01 | Xavier Roca               | 19 | Gica Hagi                |    |                           |
|                                                 |                        |    |                           | 16 | Albert Celades           |    |                           |
|                                                 |                        |    |                           | 11 | Toni Velamazán           |    |                           |
|                                                 |                        |    |                           | 01 | Francisco Rufete         |    |                           |
|                                                 |                        |    |                           | 01 | Josep Setvalls           |    |                           |
| RCD Espanyol — 4t classificat amb 74 punts      |                        |    |                           |    |                          |    |                           |
| 40                                              | Toni Jiménez           | 40 | Víctor Torres Mestre      | 40 | Branislav Brnovic        | 41 | Ismael Urzaiz             |
| 02                                              | Raúl Arribas           | 40 | Cristóbal Parralo         | 37 | Arteaga García           | 38 | Jordi Lardín              |
| 01                                              | José Antonio Peraile   | 39 | Mauricio Pochettino       | 35 | Francisco López          | 36 | Miguel Ángel Benítez      |
|                                                 |                        | 36 | Sebastián Herrera         | 34 | Pacheta Rojo             | 35 | Javi García               |
|                                                 |                        | 10 | Nando Muñoz               | 24 | Goran Bogdanovic         | 16 | Florin Raducioiu          |
|                                                 |                        | 01 | Miguel Hernández          | 17 | José Alberto Toril       |    |                           |
|                                                 |                        |    |                           | 14 | Àlex Fernández           |    |                           |
|                                                 |                        |    |                           | 11 | Luis Cembranos           |    |                           |
| CD Tenerife — 5è classificat amb 72 punts       |                        |    |                           |    |                          |    |                           |
| 41                                              | Marcelo Ojeda          | 39 | Juan Carlos Aguilera      | 39 | Antonio Robaina          | 41 | Juan Antonio Pizzi        |
| 01                                              | José María Buljubasich | 39 | Julio Llorente            | 38 | Chano Fernández          | 36 | Antoni Pinilla            |
|                                                 |                        | 36 | César Gómez               | 35 | Felipe Miñambres         | 25 | Juanele Castaño           |
|                                                 |                        | 25 | Alexis Suárez             | 34 | Slavisa Jokanovic        | 09 | Víctor Fernández          |
|                                                 |                        | 25 | Luis Miguel Ramis         | 31 | Pavel Hapal              | 02 | Diego Latorre             |
|                                                 |                        | 24 | Antonio Mata              | 29 | Ángel Vivar Dorado       |    |                           |
|                                                 |                        | 06 | Sergio Ballesteros        | 16 | Ignacio Conte            |    |                           |
| Reial Madrid — 6è classificat amb 70 punts      |                        |    |                           |    |                          |    |                           |
| 31                                              | Paco Buyo              | 33 | Quique Sánchez Flores     | 33 | Míchel González          | 40 | Raúl González             |
| 12                                              | Santi Cañizares        | 32 | Manolo Sanchís            | 32 | Luis Milla               | 31 | Luis Enrique Martínez     |
|                                                 |                        | 31 | Fernando Hierro           | 23 | Fernando Redondo         | 29 | Iván Zamorano             |
|                                                 |                        | 26 | Rafa Alkorta              | 14 | Álvaro Benito            | 28 | Michael Laudrup           |
|                                                 |                        | 23 | Mikel Lasa                | 14 | Freddy Rincón            | 25 | Emilio Amavisca           |
|                                                 |                        | 23 | Chendo Porlán             | 09 | Sandro Sierra            | 20 | Juan Eduardo Esnáider     |
|                                                 |                        | 14 | Miquel Soler              | 09 | José María Guti          | 03 | Iván Pérez                |
|                                                 |                        | 13 | Fernando Sanz             | 06 | Antonio Gómez            |    |                           |
|                                                 |                        | 10 | José Antonio García Calvo | 03 | Dejan Petkovic           |    |                           |
|                                                 |                        | 02 | Nando Muñoz               | 01 | Víctor Sánchez           |    |                           |
| Reial Societat — 7è classificat amb 63 punts    |                        |    |                           |    |                          |    |                           |
| 41                                              | Alberto López          | 40 | Miguel Ángel Fuentes      | 38 | Javier de Pedro          | 33 | Íñigo Idiákez             |
| 01                                              | Roberto Olabe          | 39 | Loren Juarres             | 37 | Valeri Karpin            | 30 | Marcus Pürk               |
|                                                 |                        | 38 | Agustín Aranzábal         | 32 | Javier Gracia            | 29 | Luis Pérez                |
|                                                 |                        | 36 | José Antonio Pikabea      | 29 | Andoni Imaz              | 29 | Gica Craioveanu           |
|                                                 |                        | 29 | Alberto Albístegi         | 13 | Joachim Yaw              | 25 | Óscar de Paula            |
|                                                 |                        | 19 | Jokin Uria                | 07 | José María Lumbreras     |    |                           |
|                                                 |                        | 14 | Imanol Alguacil           | 05 | Unai Emery               |    |                           |
|                                                 |                        | 10 | Miguel Ramírez            | 01 | Joseba Agirre            |    |                           |
| Reial Betis — 8è classificat amb 63 punts       |                        |    |                           |    |                          |    |                           |
| 40                                              | Luis Jaro              | 37 | Juan Merino               | 39 | Alexis Trujillo          | 39 | Pier Cherubino            |
| 02                                              | José Luis Diezma       | 36 | Josete Tomás              | 37 | Juan José Cañas          | 35 | Alfonso Pérez             |
|                                                 |                        | 34 | Robert Jarni              | 37 | Vlada Stosic             | 32 | Sabas Huertas             |
|                                                 |                        | 29 | Tomás Olías               | 22 | José Mari García         | 16 | Wojciech Kowalczyk        |
|                                                 |                        | 29 | Jaime Quesada             | 18 | Óscar Arpón              |    |                           |
|                                                 |                        | 28 | Risto Vidakovic           | 17 | Luis Márquez             |    |                           |
|                                                 |                        | 12 | Xavier Sánchez Jara       | 14 | José María Menéndez      |    |                           |
|                                                 |                        | 11 | Roberto Ríos              |    |                          |    |                           |
|                                                 |                        | 05 | Juan Antonio Ureña        |    |                          |    |                           |
|                                                 |                        | 01 | José Gómez                |    |                          |    |                           |